# Fellpony

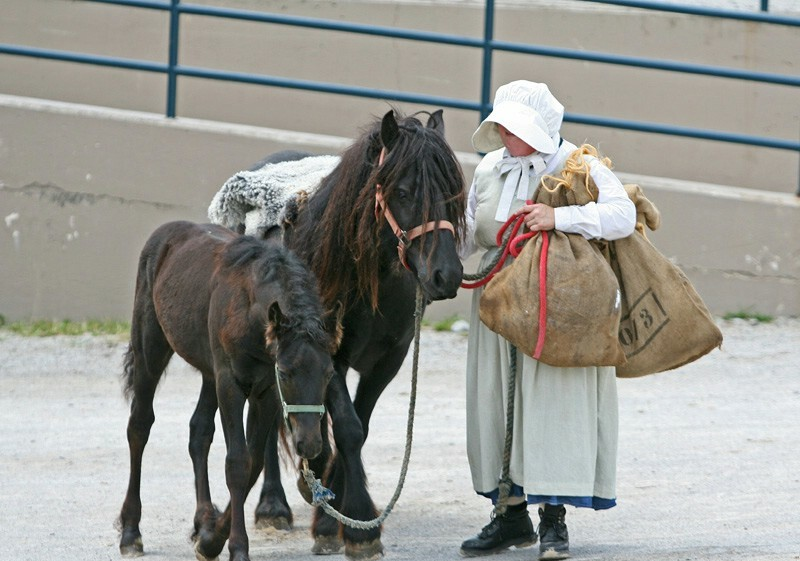
Fellpony als lastdier

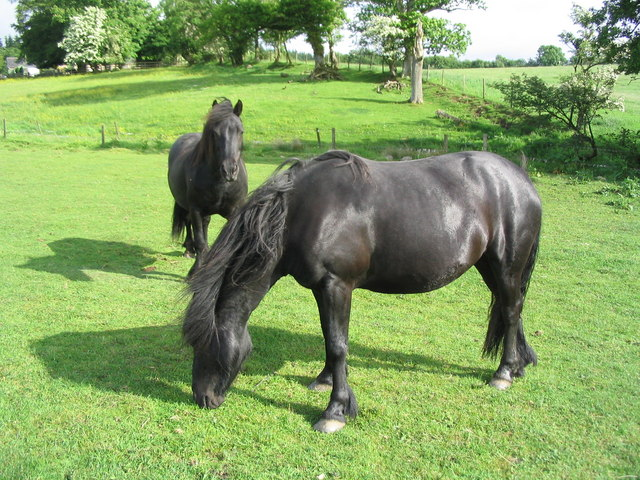
Fellpony's op de weide

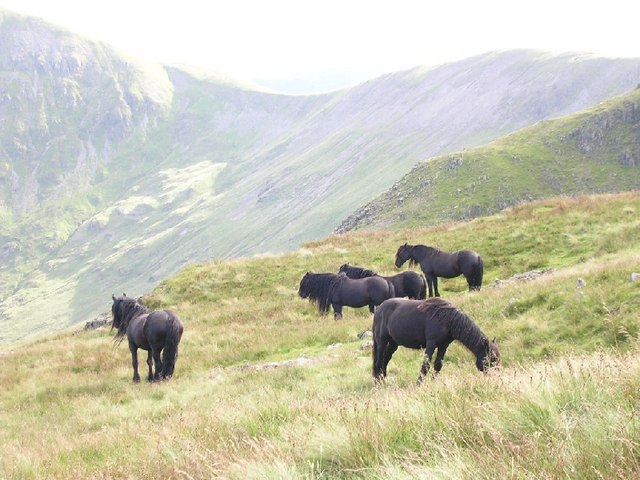
Halfwilde fellpony's

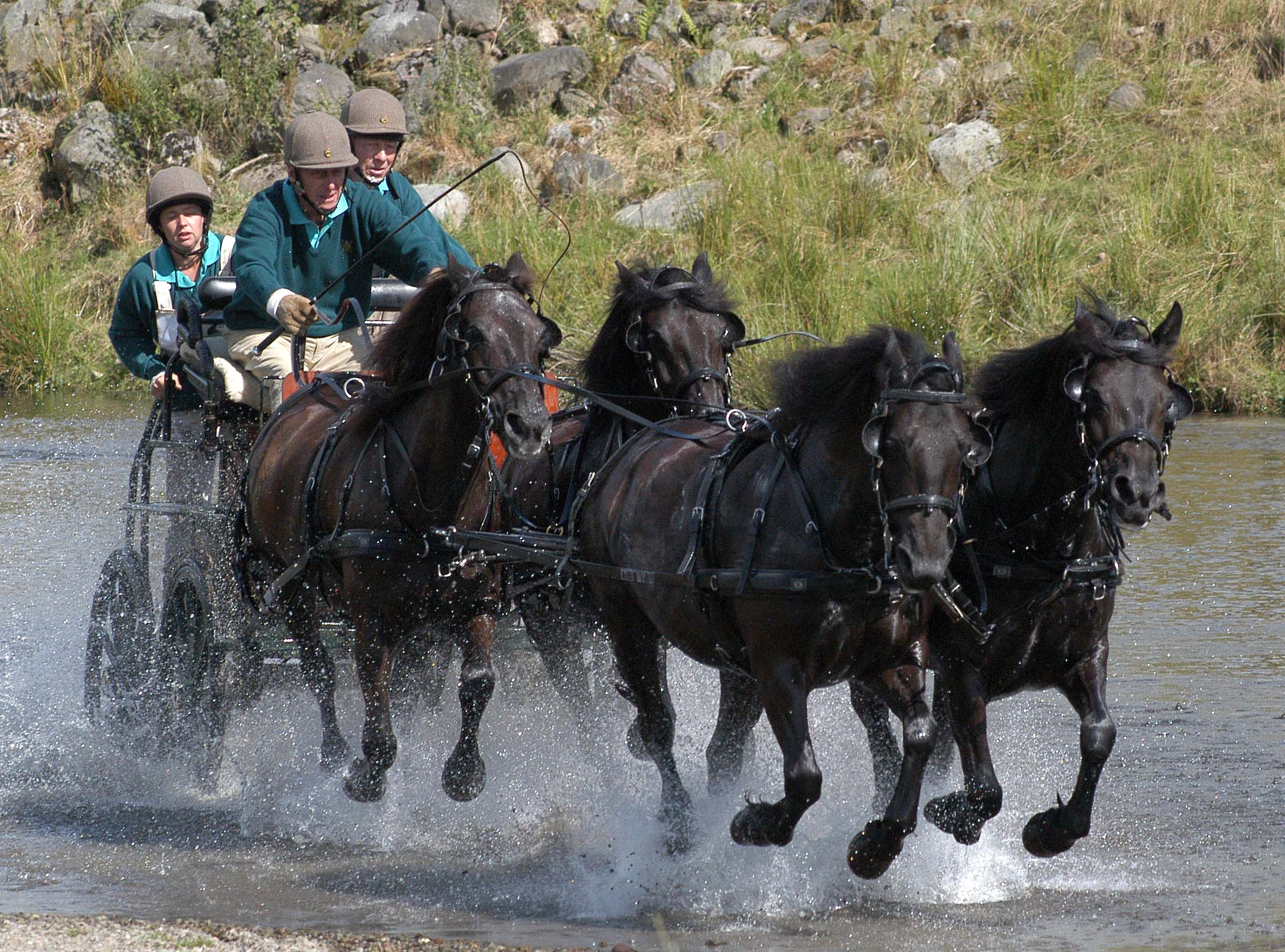
Prins Philip met zijn vierspan

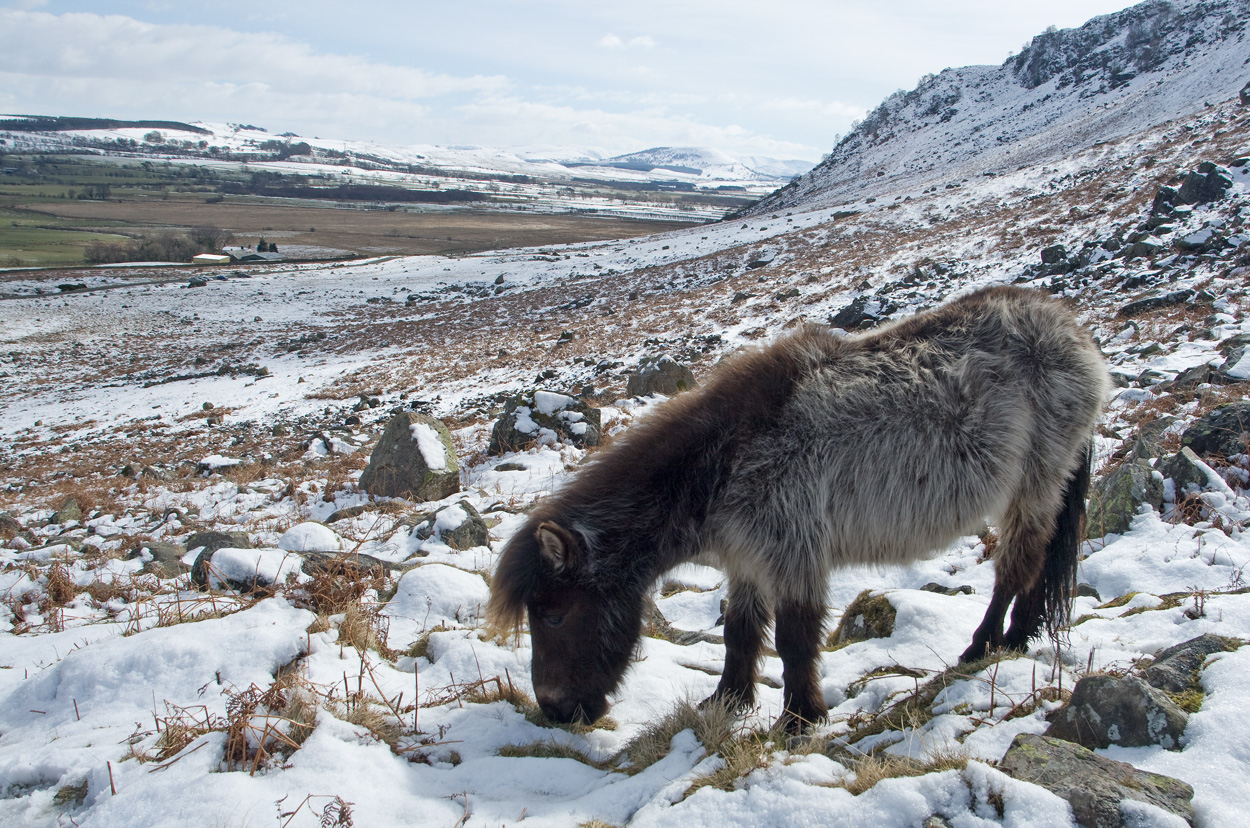
Fellpony in de winter

De fellpony is een ras van bergpony's dat van oorsprong afkomstig is uit het Lake District in het noordwesten van Engeland. De naam heeft te maken met het Noorse woord voor berggebied: fjell. Het ras is nauw verwant aan de dalespony en relatief zeldzaam. Fellpony's kunnen in meerdere takken van de paardensport ingezet worden, zowel onder het zadel als in de mensport.
Het zijn geharde bergpony's met een goede constitutie en een aantal typische ponykenmerken. Ze hebben een levendige, alerte verschijning. Fellpony's zijn in relatie tot hun grootte bijzonder sterk. Door zijn rustige karakter is de fellpony een veelzijdige gezinspony. Ze hebben voldoende kracht om volwassenen te kunnen dragen, maar zijn niet te groot voor kinderen. Ze zijn onverstoorbaar en niet snel bang. Hoewel fellpony's weleens met koudbloedrassen vergeleken worden, zijn het vrij temperamentvolle dieren.

## Geschiedenis
Het district Cumbria waar de pony's vandaan komen is een woest heuvellandschap. Men denkt dat de fellpony is ontstaan door kruisingen van paarden van het vasteland, zoals het Friese paard, met de oorspronkelijke heuvelpony's in Engeland, zoals de Keltische pony en de nu uitgestorven Schotse gallowaypony. De Friese paarden werden door veroverende Romeinse legers naar Engeland vervoerd om met hun kracht te helpen met de bouw van de muur van Hadrianus in het jaar 120 na Christus. Door het kruisen van de oorspronkelijke taaie pony's met de sterke Friese paarden kreeg de fellpony het beste van twee werelden mee. Hij heeft zich vervolgens door de eeuwen heen succesvol aangepast aan de veranderende omstandigheden zonder daarbij de typerende raskarakteristieken en het bijbehorende karakter te verliezen.
Er is in de loop der tijd veelvuldig een beroep gedaan op het gewillige, sterke en intelligente ras. Allereerst werden de pony's gebruikt door de Picten bij hun aanvallen op de muur van Hadrianus. De Vikingen gebruikten deze pony's in de landbouw, waarbij ze bijvoorbeeld ploegen voorttrokken. Deze Noormannen gebruikten de fellpony ook als lastdier om balen wol naar de markt te vervoeren. Verder is hij door de eeuwen heen gebruikt als rijpony, bijvoorbeeld om herders en kooplieden tijdens hun werk te vervoeren.
Eind 18e eeuw werd de fellpony gebruikt als lastdier voor het vervoer van erts naar de smeltovens. Fellpony's werden vaak in groepjes van tien naar de ovens gedreven, waarbij ze bij elkaar zo'n duizend kilo erts droegen. De ladingen waren precies zo zwaar dat twee man de lading omhoog konden tillen, terwijl een jongen de pony er dan onderuit liet lopen. Dankzij het goede tempo van het dier kon een groepje lastpony's ongeveer 48 kilometer per dag afleggen, oftewel meer dan 370 kilometer per week, zeven dagen per week, jaar in jaar uit, zonder rustdagen voor de dieren.
De fellpony was ook in gebruik bij de posterijen om de post in Cumberland en Westmorland rond te brengen. In de noordelijke steden was hij onmisbaar als rijpony voor handelslieden. In de 19e eeuw werd de fellpony bovendien beroemd als een eersteklas draver, die tijdens drafrennen regelmatig won van andere rassen.
De motorisering van het transport en de landbouwmechanisatie in de 20e eeuw betekende bijna het einde voor de fellpony. Door de introductie van stoommachines en andere industriële toepassingen werd de pony nog zelden gebruikt als werkpony. Fellpony's werden massaal verkocht voor de slacht. Slechts door vereende krachten van de Britse Fell Pony Society, met ondersteuning van voorvechters zoals Beatrix Potter en koning George V, kon het ras zich weer stabiliseren. Raszuivere Fellpony's werden geregistreerd en er werden officiële shows georganiseerd om het ras bekendheid te geven. Tegenwoordig is het fellponystamboek een gesloten stamboek, dat wil zeggen dat kruisingen met andere rassen niet meer in het stamboek opgenomen worden.
Onder bescherming van koningin Elizabeth II van Engeland is de interesse in lidmaatschap van de Fell Pony Society enorm toegenomen. Er worden keuringen georganiseerd met hengstenshows, prestatieshows en het uitgeven van licenties voor dekhengsten. Dit alles heeft tot doel het ras verder te stabiliseren en internationaal bekend te maken.

## Fokkerij
Het Engelse fellponystamboek is gesticht in 1918. In die tijd werden pony's in Engeland puur doelmatig gefokt, bijvoorbeeld om het land te bewerken of om in de mijnen te werken. Er werd daarom ook vaak gekruist met andere rassen, zoals de clydesdale. In 1940 werden maatregelen genomen om de fellpony als ras te behouden. Vanaf dat moment konden pony's waarvan de afstamming niet bekend was alleen nog in het stamboek opgenomen worden als ze voldoende rastypische eigenschappen bezaten. Hengstveulens van deze zogenaamde 'registerpony's' moesten gecastreerd worden, maar met merrieveulens mocht verder gefokt worden. Na vier generaties werden deze nakomelingen als echte fellpony geregistreerd in het stamboek. In 1970 stopte het stamboek met deze werkwijze en vanaf dat moment werd het een gesloten stamboek en moest het ras het doen zonder bijmenging van bloed van andere rassen.
In de periode na de Tweede Wereldoorlog liep de belangstelling voor het ras sterk terug, vooral door de invoering van de tractor en de mechanische landbouw. Door deze ontwikkeling zakte de populatie fellpony's enorm in, waardoor de bloedlijnen binnen het ras erg nauw zijn geworden. Bloedspreiding is dan ook voor de toekomst een belangrijk punt in de fokkerij, zeker omdat de populatie in 1952 nog maar rond de vijfhonderd exemplaren bedroeg. Sindsdien is het aantal toegenomen; alleen al in Nederland worden er rond de tachtig à negentig dekkingen per jaar verricht.

## Gebruik
De veelzijdige, gemoedelijke, werkwillige en makkelijke fellpony heeft zich ontwikkeld en aangepast aan de heersende tijden, maar zijn verschijning is weinig veranderd sinds de na-Romeinse tijden. De huidige fellpony is een ideale rij- en menpony, met de kracht om volwassenen te kunnen dragen, maar ook niet te groot voor ervaren kinderen. Zijn kracht en eigenwijsheid maakt hem soms minder geschikt voor zeer jonge en beginnende ruiters. Hij is onvermoeibaar in het dragen van zijn berijder tijdens ritten door het ruwe natuurschoon van Lake District in Cumbria, waar het ras zijn oorsprong vindt. Fellpony's worden ook gebruikt tijdens competities in de mensport, waar veel van hen gevraagd wordt. De Engelse Prins Philip heeft hier soms aan meegedaan, mennend met een vierspan van koninklijke fellpony's. De pony wordt tevens gebruikt voor de jacht, dressuur, springen en lange-afstandsrijden.

## Fellpony's in Nederland
Rond 1990 werden de eerste fellpony's uit Engeland geïmporteerd. Al gauw daarna, in 1995, richtten de liefhebbers van dit bijzondere ras een Nederlandse fellponyvereniging op. Het Nederlands Fell Pony Stamboek (NFPS) werd in 1997 officieel erkend als dochterstamboek van het Engelse moederstamboek, The Fell Pony Society. Inmiddels zijn er ongeveer 500 fellpony's in Nederland.

## Exterieur
- Stokmaat: Niet groter dan 142,2 cm. Geen minimale hoogte.
- Kleur: Zwart, bruin, schimmel, wit en grijs. De kleur bruin komt in twee varianten voor: "bay"-bruin, dat wil zeggen een bruin lichaam met zwarte manen en staart, en zwartbruin, waarbij vooral de bruine neus en bruin rond de ogen zichtbaar is, eventueel met wat bruinkleur in de flanken. Voskleur kan incidenteel voorkomen maar wordt niet geaccepteerd door het stamboek. Bij voorkeur geen witte aftekeningen, hoewel een kleine kol en een weinig wit aan de achtervoeten is toegestaan.
- Hoofd: Klein, scherp getekend, goede houding, breed voorhoofd, taps toelopend naar de neus.
- Neusvleugels: Groot en open.
- Ogen: Opvallend, helder, zachtaardig en intelligent.
- Oren: Klein, goedgeplaatst en goed gevormd.
- Keel en kaken: Fijn en scherp, niet inferieur tonend, ruim en niet te zwaar.
- Hals: Geproportioneerde lengte, flexibel, sterk en niet te zwaar, matig gebogen in geval van een hengst.
- Schouders: Goede ligging naar achter en schuin aflopend, niet te fijn bij de schoft, noch te zwaar aan de uiteinden, een goed en lang schouderblad, goed ontwikkelde spieren.
- Romp: Goede sterke rug met contour, gespierde lendenen, diepe romp, brede borst, rond geribd van schouders tot flanken, kort en goed aangesloten, sterke vierkante achterhand met een goede staart inplant.
- Hoeven, benen en gewrichten: Hoeven van goede afmeting, rond en goed gevormd, open bij de hiel met karakteristiek blauwe hoorn, niet te lang aflopend kootbeen, voorbenen moeten recht zijn, goed geplaatst, niet te strak bij de ellebogen, grote goed gevormde knieën, korte pijp, voldoende lengte en plat bot onder de knie, minstens 20 cm (8 inches), zeer goed gespierd.
- Achterbenen: Goed ontwikkelde dijen en bovenbenen, goed gespierd, goed scherp gesneden spronggewricht, veel been onder het gewricht, spronggewricht mag niet sikkelvormig of koehakkig zijn.
- Manen, staart en behang: Veel fijn haar op de hielen (grof haar is niet toegestaan), het fijne haar, met uitzondering van de hiel, mag zomers verwijderd worden. Manen en staart mogen niet geknipt worden.
- Bewegingen: Stap, welbewust en fier; draf goed gebalanceerd met goede actie van knie en spronggewricht; goede beweging vanuit de schouder en goede buiging van het spronggewricht, niet te ruim en niet te kort; moet een goede gang en uithoudingsvermogen tonen, waarbij de achterhand goed onder het lichaam wordt gebracht.
- Algemene eigenschappen: De fellpony moet hard van constitutie zijn, goede ponyeigenschappen tonen met de onmiskenbare verschijnselen van hardheid zo speciaal voor bergpony's en tezelfdertijd een levendige, alerte verschijning hebben met goede bottenstructuur.[1][2]

## Fellponysyndroom
Een groot probleem bij de huidige populatie fellpony's is het fellponysyndroom, oftewel het Foal Immunodeficiency Syndrome (FIS). Dit is een erfelijke en dodelijke ziekte die waarschijnlijk wijdverspreid in het ras is. Schattingen gaan ervan uit dat 30-60% van de populatie drager is van deze ziekte. Er wordt nog veel onderzoek naar gedaan, maar zeker is dat de ziekte vererft via de wetten van Mendel, waarbij in het geval van drager × drager de kans 25% is op een syndroomveulen.
Een syndroomveulen wordt levend en op het oog gezond geboren, maar overlijdt binnen twee à drie maanden. Na de geboorte ontwikkelt het veulen zich niet zoals gezonde veulens. Binnen een paar weken beginnen deze veulens conditie te verliezen, ze krijgen in steeds ernstiger mate bloedarmoede (anemie) en ze ontwikkelen klachten die nog het meest doen denken aan een immuundeficiëntie, zoals diarree, lopende neus, overvloedige speekselproductie en hoesten. De veulens sterven uiteindelijk aan de klachten of worden geëuthanaseerd, vaak nog voordat ze de leeftijd van drie maanden bereiken. Op dat moment lijden ze aan infecties, vergaande anemie en ernstige lusteloosheid. Het vermoeden bestaat dat het veulen bij geboorte nog voldoende afweer heeft vanuit de moeder, maar zelf zijn afweersysteem niet op peil kan houden en daardoor dus steeds verder achteruitgaat.
Er is een DNA-test ontwikkeld waarmee gekeken kan worden welke pony's drager zijn van deze ziekte. Door de ouderdieren van tevoren te testen en geen drager×drager-combinaties te maken, kan de geboorte van een syndroomveulen voorkomen worden.
Aangezien de vererving van het syndroom mendeliaans is, zijn de percentages als volgt:
1. Indien beide ouders drager zijn, is er 25% kans op een syndroomveulen, 50% kans op een gezond veulen dat ook drager is, en 25% kans op een gezond veulen dat geen drager meer is.
2. Indien een van beide ouders drager is, is er vijftig procent kans op een gezond veulen dat ook drager is, en 50% kans op een gezond veulen dat geen drager is.
3. Indien beide ouders geen drager zijn, is er honderd procent kans op een gezond veulen dat geen drager is.

Indien inderdaad 30%-60% van de huidige populatie drager van het syndroom is, zou een beslissing om niet meer met dragers te fokken desastreus kunnen zijn voor het voortbestaan van het ras. In acht nemende de nauwe bloedlijnen en het willen vasthouden en verankeren van andere raseigenschappen, is het beter om te kiezen voor drager×niet-dragercombinaties (optie 2), waarbij er in honderd procent van de gevallen geen syndroomveulen geboren zal worden. Fokken met drager × drager, waarbij er 25% kans is op een syndroomveulen (optie 1), kan morele en ethische bezwaren oproepen, zoals bij het Overo Lethal White Syndrome.